# Thiago Braz
Thiago Braz da Silva (født 16. december 1993) er en brasiliansk atlet, der konkurrerer i stangspring. 
Han repræsenterede sit land ved verdensmesterskaberne i atletik 2015 i Beijing, hvor han blev slået ud i stangspring-kvalifikationen.
Ved sommer-OL 2016 i Rio de Janeiro vandt han guld i stangspring med en højde på 6,03 m.
Ved sommer-OL 2020 i Tokyo tog Braz bronze i stangspring.